# Cimbria (schip, 1867)
De SS Cimbria was een Duits schip dat voer op de lijn Hamburg - New York.

## De ramp
De SS Cimbria botste op 19 januari 1883 in dichte mist tegen de Sultan nabij het eiland Borkum. Van de 402 passagiers en 120 bemanningsleden werden 65 mensen gered.
De kapitein van de Sultan liet geen reddingsboten zakken voor de drenkelingen omdat hij vreesde ze zelf nodig te hebben door de slechte toestand van zijn eigen schip.
In mei 2007 begon men met de berging en vond men porselein. Het bergen werd echter gestaakt wegens storm en later financiële problemen.